# 岐阜提灯

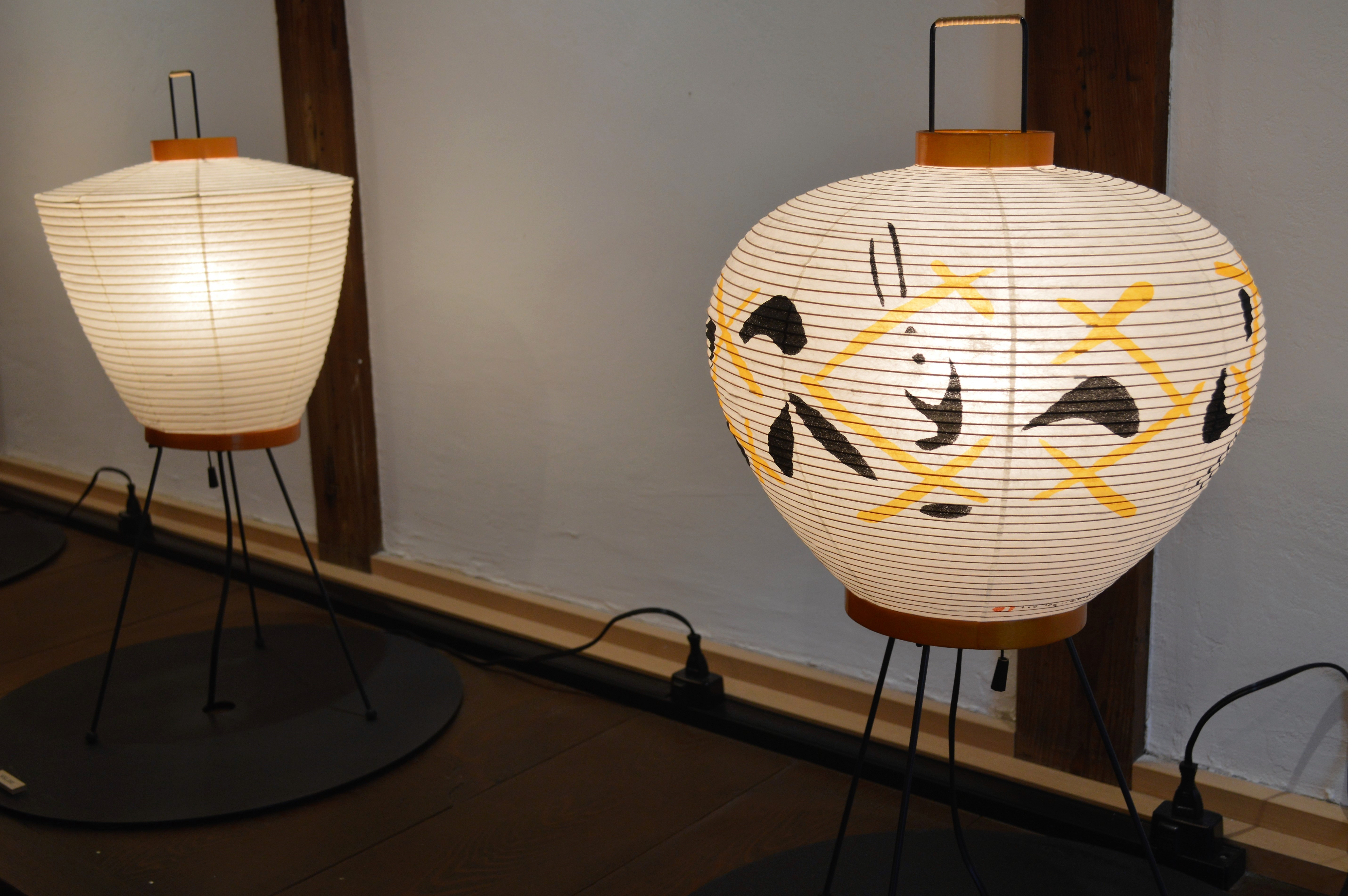
岐阜提灯

岐阜提灯（ぎふぢょうちん、Gifu Paper Lanterns）は、岐阜県岐阜市周辺で生産されている提灯。岐阜の伝統工芸の一つである。美濃和紙と竹を主原料としている。岐阜県は提灯の生産額が日本一であり、岐阜提灯は福岡県の八女提灯とともに日本の二大提灯産地とされる。

## 歴史

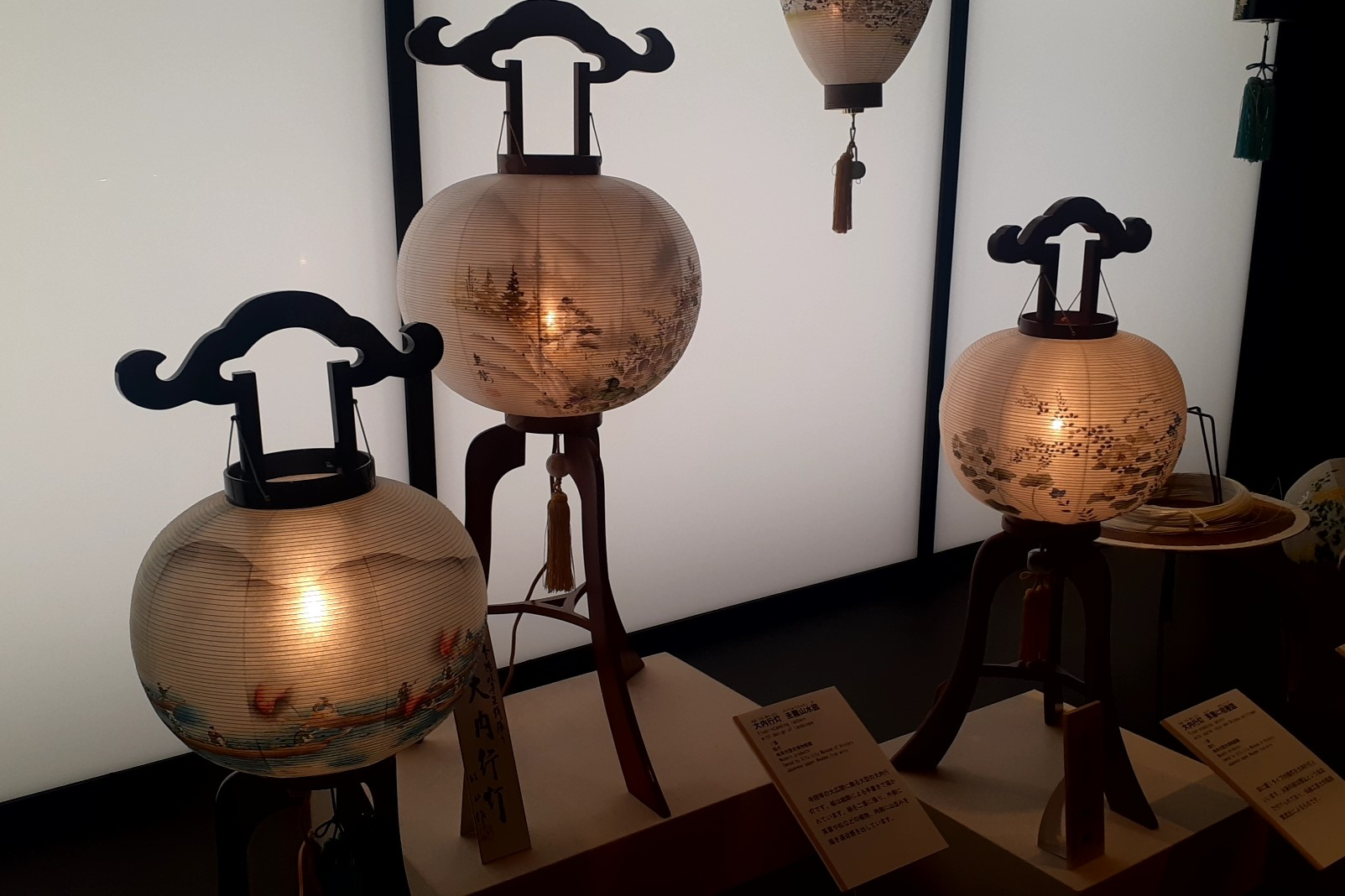
岐阜市歴史博物館の岐阜提灯。

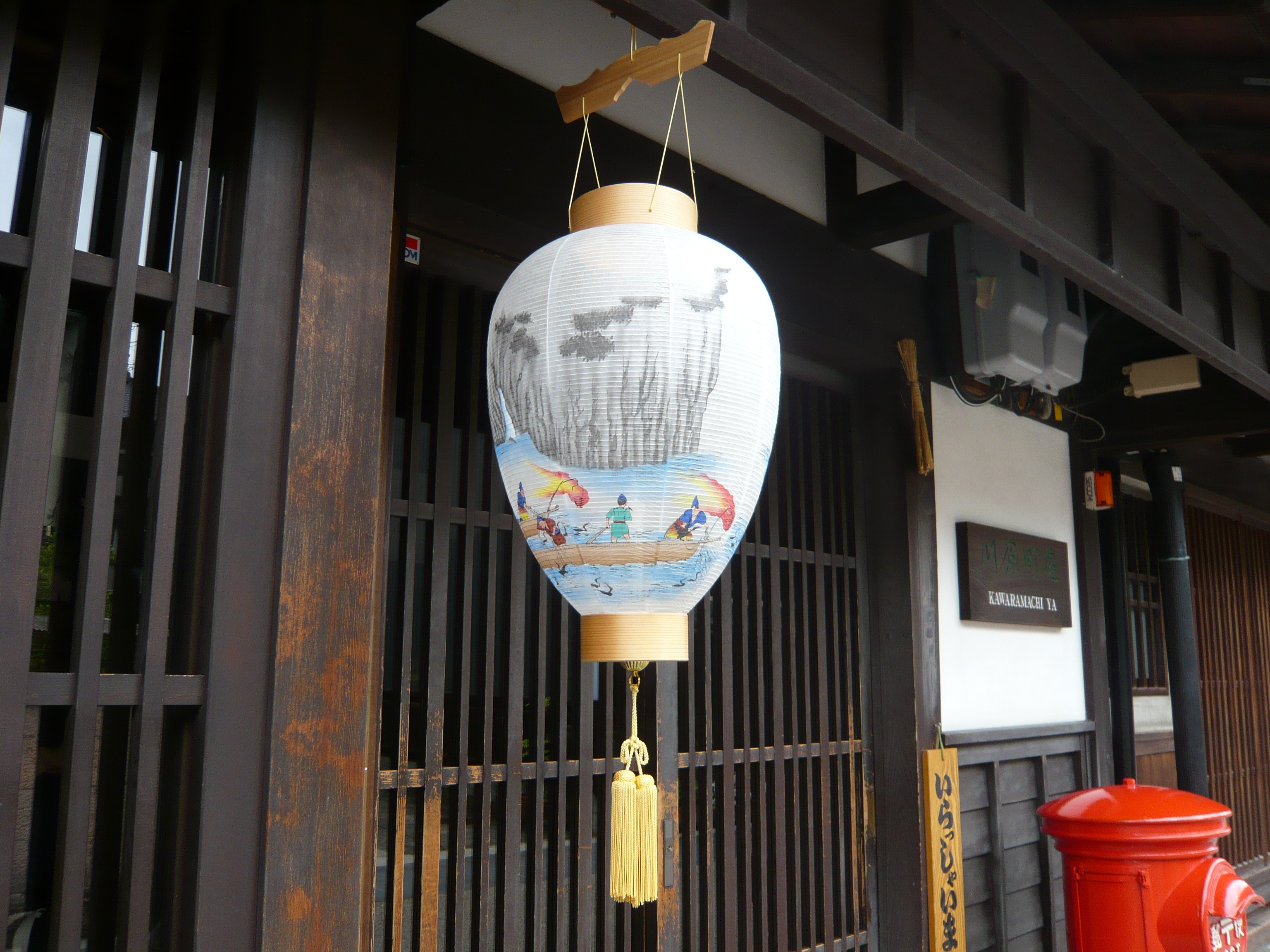
川原町の民家の軒先に吊るされている岐阜提灯。

岐阜提灯が作られ始めた時期には諸説あり、安土桃山時代の慶長年間（1596年 - 1615年）という説、江戸時代初期の慶安3年（1650年）という説がある。慶長年間という説を取るのが『岐阜志略』であり、土岐成瀬の時代に起こって徳川家光の時代に初めて江戸幕府に献上されたという。当初は尾張藩への献上品として作られており、彩色を施さない無地の提灯だった。
宝暦年間（1751年 - 1763年）には薄紙と竹ひごを用いた棗型の現在の形状となった。天明年間（1781年 - 1789年）には奉行の黒田六一郎を通じて徳川将軍家や大奥でも用いられた。江戸時代の岐阜提灯は高級品であり、他地域へ移出されるほどではなかった。文政年間（1818年 - 1829年）には彩色を施した提灯が登場し、裕福な者が盆や祭事に飾る高級な提灯として使われた。
岐阜提灯は庶民が日常的に用いる提灯ではなく、明治維新後には衰退傾向にあった。1878年（明治11年）10月に明治天皇が東海北陸地方を巡幸した際、勅使河原直次郎が岐阜県の主要産品として岐阜提灯を供したことで、全国に知れ渡ることとなった。戦前、皇族を含む多くの貴顕が勅使河原のために和歌を詠んでいる。
また、日本国外の博覧会でも高く評価された。1952年（昭和27年）、彫刻家のイサム・ノグチが岐阜提灯をモチーフにした「Akari」シリーズを製品化し、世界各国で人気を集めるようになった。
1995年（平成7年）4月5日、通商産業省伝統的工芸品に認定された。2006年（平成18年）10月、地域団体商標に登録された。2015年（平成27年）4月24日 - 「信長公のおもてなし」が息づく戦国城下町・岐阜」の構成文化財として日本遺産に認定された。

## 特徴
岐阜県美濃市周辺で生産される美濃和紙、良質な竹、高度な技術を有する竹細工職人や木工職人が揃っていたことから産地として発展した。
- 細骨に美濃和紙等の薄紙を張り、通常は長卵形の吊提灯である。薄紙には美しい模様が施されている。
- 手作業が多く、技術として「張り」（細骨に薄紙を張る）、「擦り込み」（薄紙に模様を版画の要領で摺る）、「盛り上げ」（提灯の木地の部分に白胡粉で盛り上った模様を施す）がある。
- 盆灯籠にも使うため盆提灯ともいう。